# Zamba (película)
Zamba (también conocida como Zamba, the Gorilla) es una película de aventuras estadounidense de 1949 dirigida por William Berke.

## Argumento
Jenny y su hijo, Tommy, sobrevuelan el Congo Belga. Se ven obligados a saltar del avión y separarse unos de otros. Jenny es rescatada por un safari. Tommy, de seis años, es encontrado por Zamba, un gorila, que lo adopta.

## Reparto
- Jon Hall
- June Vincent como Jenny.
- Beau Bridges como Tommy.

## Producción
Zamba se hizo en Nassour Studios.
Fue lanzada a través de Eagle-Lion Films.

## Recepción
Los Angeles Times dijo que «Beau Bridges hace un buen trabajo como niño» y «Jon Hall es comprometido y concienzudo como héroe».